# Furia (film)
Pour les articles homonymes, voir Furia.
Pour plus de détails, voir Fiche technique et Distribution.
Furia est un film français réalisé par Alexandre Aja et sorti en 1999. Il est inspiré d'une nouvelle de Julio Cortazar.
Il est présenté au festival de Cannes 1999 puis sort le 9 août 2000 en France dans 40 salles. Son scénario a été – avant réalisation du film – lauréat du prix junior du meilleur scénario en 1998. Il s'inspire de la nouvelle Graffiti de Julio Cortázar.

## Synopsis
Dans un futur proche dystopique dans un pays soumis à une dictature policière, la liberté d'expression a été jugulée. Elle est devenue condamnable. Après treize années de combats, le pouvoir a enfin rétabli l’ordre. La résistance semble neutralisée. Toutes les libertés individuelles sont désormais contrôlées pour le maintien de la paix. Pourtant, un peu partout dans le pays, des gens isolés défient encore le pouvoir.
Âgé de vingt ans, Théo refuse cet état de fait et chaque nuit, exprime sa révolte en dessinant sur les murs, au risque d'être arrêté et tué. Un soir, il fait ainsi la connaissance de Freddy mais surtout d'Elia, fille de résistant qui comme lui, a la passion du dessin subversif. Leur idylle se renforce au gré de leurs virées nocturnes jusqu'au jour où Elia est arrêtée.

## Fiche technique
Sauf indication contraire, les informations mentionnées dans cette section peuvent être confirmées par la base de données cinématographiques IMDb,  présente dans la section « Liens externes ».
- Titre original : Furia
- Réalisateur : Alexandre Aja
- Scénario : Alexandre Aja et Grégory Levasseur, d'après la nouvelle Graffiti de Julio Cortázar
- Musique : Brian May
- Directeur de la photographie : Gerry Fisher
- Montage : Pascale Fenouillet
- Distribution des rôles : Ahmed Boulane
- Création des décors : Tony Egry
- Création des costumes : Alexandre Rossi
- Producteur : Alexandre Arcady

Producteurs délégués : Robert Benmussa et Samy Layani
- Société de production : Alexandre Films, avec la participation de France 2 et Le Studio Canal+
- Distribution : BAC Films (France)
- Format : couleur - son Dolby
- Genre : Drame, romance et science-fiction
- Durée : 90 minutes
- Dates de sortie : 
  - France : mai 1999 (festival de Cannes - hors compétition)
  - France : 9 août 2000 (sortie limitée en salles)

## Distribution
- Stanislas Merhar : Théo
- Marion Cotillard : Elia
- Wadeck Stanczak : Laurence
- Pierre Vaneck : Aaron
- Carlo Brandt : Freddy
- Laura del Sol : Olga
- Jean-Claude de Goros : Tonio
- Étienne Chicot : Quicailler
- Julien Rassam : un résistant
- Daniel Vérité : un résistant

## Production

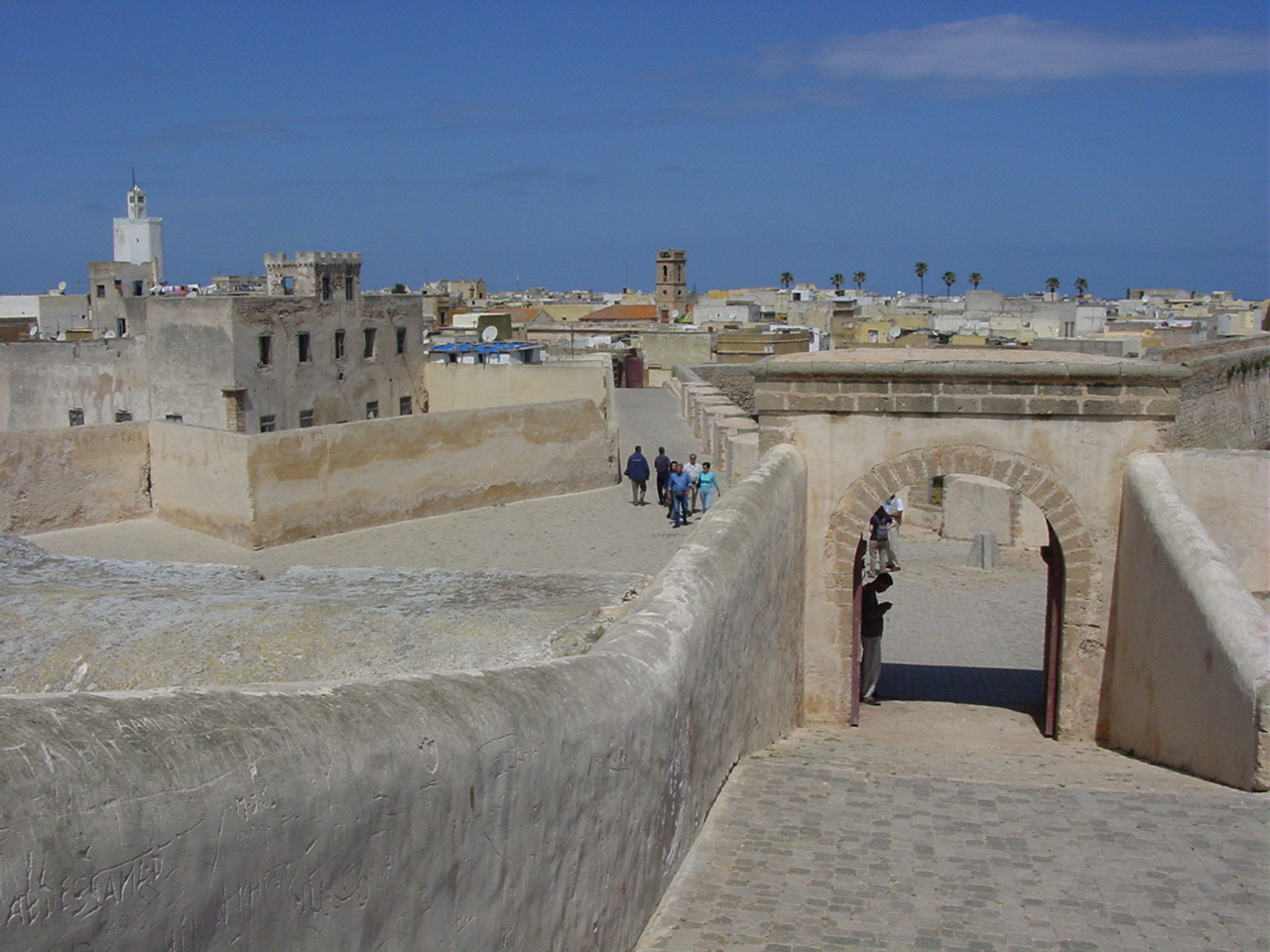
La cité portugaise d'El Jadida a servi de décor

Pour son premier long métrage comme réalisateur, Alexandre Aja coécrit le scénario avec son ami Grégory Levasseur, rencontré au lycée. Ils collaboreront à de nombreuses reprises par la suite. Le film est produit par le père d'Alexandre Aja, Alexandre Arcady.
Le tournage a lieu au Maroc à El Jadida et sa cité portugaise. Pour son premier film comme réalisateur, Alexandre Aja s'entoure d'un directeur de la photographie très expérimenté en la personne de Gerry Fisher. Actif depuis les années 1960, le Britannique a notamment collaboré Sidney Lumet, Richard Fleischer ou encore Joseph Losey. Il s'agit de son dernier long métrage.

## Bande originale
La musique du film est composée par Brian May, guitariste de Queen.

## Accueil
En France, le film obtient une note moyenne de 2,7⁄5 sur le site AlloCiné, qui recense 14 titres de presse.

## Distinctions
- Grand prix du meilleur scénariste : prix junior du meilleur scénario 1998
- Fantasporto 2001 : nomination au prix du meilleur film[3]

## Dédicace
Sur l'ultime image du film apparaît l'hommage suivant : « À mon ami Maurice Bitter ».